# المختارة (عاصمة الزنج)
المختارة هي عاصمة الزنج خلال ثورة الزنج.

## البناء
بعد عودة علي بن محمد من بغداد إلى البصرة في شوال سنة 255هـ، انسحب مع أتباعه إلى منطقة سبخة في أطراف البصرة. هناك أمر أتباعه ببناء الأكواخ وبدؤوا بشن الغارات على القرى المجاورة لنهب الأموال والمواشي. وفي سنة 256هـ/870م، انتقل إلى منطقة أخرى على الضفة الغربية لنهر أبي الخصيب، حيث أسس مدينة حصينة ذات أسوار وخنادق، تضم قصورًا له ولقادته، وسجونًا للمعتقلين، ومساجد أضيفت تدريجيًّا. سُميت هذه المدينة بـ"المختارة"، وأصبحت عاصمة لدولة الزنج.

## الحصانة
كانت المختارة مدينة منيعة محصنة بأسوار عالية وخنادق عميقة، ومجهزة بآلات حصار على أسوارها. وصفها المؤرخون:
- الذهبي: "محكمة الأسوار عميقة الخنادق"
- ابن الوردي: "حصنها عظيم"
- ابن كثير: "مجهزة بآلات الحصار"[2]

كما كانت الطرق المؤدية إليها وعرة وصعبة، مما زاد من مناعتها. بلغ عدد المقاتلين فيها أكثر من مئة ألف، وفقًا لابن العماد الحنبلي والذهبي.

## حصار المختارة

### بداية الحصار
في سنة 267هـ/880م، حاصر أبو أحمد الموفق المدينة بجيش قوامه حوالي 50 ألف مقاتل، بينما كان جيش الزنج يُقدر بـ300 ألف. لم يحاول الموفق اقتحام المدينة مباشرة بسبب مناعتها، بل بنى مدينة مقابلها على ضفة دجلة الشرقية سماها "الموفقية"، جعلها مركزًا لقيادته، وأنشأ فيها بيت مال ودار لضرب العملة.

### تطورات الحصار
- سنة 268هـ/881م: تمكن الموفق من الاقتراب من المدينة ورأى تحصيناتها الشديدة
- سنة 269هـ/883م: هاجم الموفق المدينة وأحرق بعض قصور قادة الزنج، وحرر عدداً من النساء الأسيرات

تعرض الموفق لمرض المفاصل الذي أوقف العمليات شهرين، وبعد شفائه، واجه تحصينات جديدة للزنج على نهر أبي الخصيب، حيث بنوا جسرين لعرقلة السفن، فقام بإزالتهما

### سقوط المختارة
استمر الحصار حتى سنة 270هـ/884م، حيث دخل الجيش العباسي المدينة من الجانب الشرقي لنهر أبي الخصيب، فهرب زعيم الزنج تاركًا أمواله، أٌسرَت نساء الزنج وأطفالهم ونُقلوا إلى الموفقية، وقد بلغ عدد القتلى في هذه الحرب آلافًا من الجانبين.

## دولة الزنج

### النشأة
بدأت حركة الزنج عندما استقطب علي بن محمد أتباعه من العبيد المضطهدين، ووعدهم بحياة أفضل. بلغ عدد أنصاره في البداية 300 ألف من خلفيات متنوعة، مما استدعى وجود مترجمين لخطاباته.

### الامتداد الجغرافي
شملت دولة الزنج مناطق واسعة مثل:
- البصرة والأبلة
- الأهواز والقادسية
- واسط وجنبلاء
- البحرين وعبادان
- خوزستان وأغلب سواد العراق

### نهاية الدولة
بعد سقوط المختارة، استمرت بعض المعارك في طهيثيا والمنصورة والأهواز، لكن سلطان الزنج تقلص إلى مناطق محدودة حول أبي الخصيب، قبل أن يُقضى عليهم تمامًا.

### الاستشهادات
1. ↑  "ثورة الزنج وحدت العبيد وانتصرت للفقراء.. فماذا كان مصيرها؟". حفريات. 5 يوليو 2018. مؤرشف من الأصل في 2022-05-27. اطلع عليه بتاريخ 2025-06-10.
2. 1 2 3 4  "حركة الزنج وأثرها على الخلافة العباسية (255 هـ - 869 م / 270 هـ - 884 م)؛ إعداد الباحث حسين نصر الدين، إشراف قريان عبد الجليل، لجنة المناقشة عطابي سناء، قريان عبد الجليل، طوهارة فؤاد، السنة الجامعة 6هـ 1437-هـ 2015/ م - 2016، كلية العلوم اإلنسانية و العلوم االجتماعية ، الجمهورية الجزائرية الديمقراطية الشعبية، وزارة التعليم العالي و البحث العلمي، جامعة 08 ماي 1945 قالمة، مذكرة مقدمة لنيل شهادة الماستر في التاريخ العام" (PDF). 2016 (PDF). اطلع عليه بتاريخ 2025. {{استشهاد ويب}}: تحقق من التاريخ في: |تاريخ-الوصول= (مساعدة) وتحقق من قيمة |مسار أرشيف= (مساعدة)صيانة الاستشهاد: url-status (link)
3. ↑  عباس، جاسم حسين آل (20 يناير 2013). "ثورة الزنج – 847م 861م – البحرين – ســنــوات الــجــريــش". مؤرشف من الأصل في 2025-03-27. اطلع عليه بتاريخ 2025-06-10.
4. ↑  بنهرار، علي (29 مارس 2024). "ثورة الزنوج: عنوان الخسائر الاقتصادية… وهزائم الجيوش العباسية! 3 - Marayana". مؤرشف من الأصل في 2025-04-27. اطلع عليه بتاريخ 2025-06-10.